# La cena de estado
 La cena de Estado  es el séptimo capítulo de la serie dramática El ala oeste. Es la primera vez que aparece la mujer del Presidente, Abigail Bartlet, interpretada por Stockard Channing. 

## Argumento
El presidente trata de resolver los problemas más urgentes: un enfrentamiento con rehenes, un huracán, y una huelga de camioneros. Mientras, trata de organizar una cena de estado con el presidente de Indonesia. Aprovechando el encuentro, Toby le pide a uno de los ministros Indonesios que libere a un amigo suyo francés que trabaja a favor de reformas democráticas en el país asiático. La petición es denegada.
Mandy Hampton es partidaria de mandar un negociador al conflicto con rehenes de Idaho, que es lo que finalmente se realiza. El conflicto acabará con un asalto y el negociador herido de gravedad. Por otro lado, la reunión entre la patronal y el sindicato de camioneros está en punto muerto. El Presidente intermediará dando un ultimátum: nacionalizar el transporte si no se llega a un acuerdo antes de la medianoche. 
El huracán se dirige a Georgia y tanto Josh como Charlie se preocupan por sus familiares. El Presidente ordenará la retirada de la armada a mar abierto para evitar los efectos de la tormenta, pero en el último momento esta cambiará de dirección, provocando una situación catastrófica.

## Curiosidades
- Hay una anécdota concerniente al idioma que se habla en Indonesia. En realidad en el país se hablan más de 500 dialectos, y se produce durante el encuentro entre Toby y el ministro un hecho insólito: Dos intérpretes para poder comunicarse. Al final el ministro habla correctamente inglés.

## Premios
Nominados
- Mejor Vestuario para Lyn Elizabeth Paolo y Alice Daniela. (Emmy)
- Mejor Actriz de Reparto para Stockard Channing (Emmy)

## Enlaces
- Ficha en FormulaTv
- Enlace al Imdb
- Guía del Episodio (en inglés)

- Datos: Q7766367